# Дмитриев, Максим Васильевич
Максим Васильевич Дмитриев (1913-1990) — полковник Советской Армии, участник Великой Отечественной войны, Герой Советского Союза (1940).

## Биография
Максим Дмитриев родился 14 сентября 1913 года в Казани (ныне — Татарстан) в рабочей семье. Окончил неполную среднюю школу, затем школу фабрично-заводского ученичества меховщиков, после чего работал слесарем Казанского мехового комбината. В 1935 году Дмитриев был призван на службу в Рабоче-крестьянскую Красную Армию. Участвовал в боях на озере Хасан. К февралю 1940 года старшина Максим Дмитриев был старшим механиком-водителем танка 109-го отдельного разведывательного батальона 86-й мотострелковой дивизии 7-й армии Северо-Западного фронта. Отличился во время советско-финской войны.
27 февраля 1940 года, когда один из советских танков был подбит, Дмитриев загородил его своим танком от финского огня, дав возможность исправить повреждения. Выстрелами орудия он уничтожил несколько вражеских огневых точек.
Указом Президиума Верховного Совета СССР от 21 марта 1940 года за «образцовое выполнение боевых заданий командования и проявленные при этом отвагу и геройство» старшина Максим Дмитриев был удостоен высокого звания Героя Советского Союза с вручением ордена Ленина и медали «Золотая Звезда» за номером 497.
Участвовал в Великой Отечественной войне. Продолжал службу в Советской Армии. Окончил Киевское танко-техническое училище, затем Высшие академические курсы. Работал заместителем начальника Киевского танко-технического училища. В 1966 году в звании полковника Дмитриев был уволен в запас. Проживал в Киеве, умер 1 ноября 1990 года, похоронен на Лукьяновском военном кладбище Киева.
Был также награждён орденом Красного Знамени, двумя орденами Отечественной войны 1-й степени, двумя орденами Отечественной войны 2-й степени, двумя орденами Красной Звезды, рядом медалей.

## Награды
- Медаль «Золотая Звезда» (21.03.1940)[2]
- орден Ленина (21.03.1940)[2]
- Орден Красного Знамени (30.12.1956)[2]
- Орден Красной Звезды (22.11.1941)[2]
- Орден Красной Звезды (17.05.1951)[2]
- Орден Отечественной войны 1-й степени (13.08.1944)
- Орден Отечественной войны 1-й степени (06.04.1985)[3]
- Орден Отечественной войны 2-й степени (16.08.1943)[2]
- Орден Отечественной войны 2-й степени (29.04.1945)[2]
- Медаль За боевые заслуги (05.11.1946)[2]
- Медаль За оборону Москвы (01.05.1944)[2]
- Медаль За победу над Германией в Великой Отечественной войне 1941—1945 гг. (09.05.1945)[2]
- Медаль За победу над Японией (30.09.1945)[2]